# Lake County (Kalifornie)
Lake County je okres ve státě Kalifornie v USA, ležíci na severu San Francisco Bay Area. K roku 2010 zde žilo 64 665 obyvatel. Správním městem okresu je Lakeport. Na jihu sousedí s Napa County a na severu s Glenn County.